# Jacqueline Ghevaert-Croquet
Jacqueline Ghevaert-Croquet (Jemappes, 7 februari 1955) was een Belgisch volksvertegenwoordiger.

## Levensloop
Van opleiding regentes Frans, geschiedenis en Latijn, werd ze van 1975 tot 1984 lerares in de middelbare school van de ursulinen in Bergen.
Van 1977 tot 1983 was Ghevaert-Croquet voorzitter van de jongerenafdeling van de Liberale Vrouwen van Wallonië en Brussel en van 1978 tot 1982 lid van het Waals en Franstalig bureau van de Jonge Liberalen. In 1982 werd ze voorzitter van de afdeling van de JRL, de jongerenafdeling van de liberale PRL, in het arrondissement Bergen.  
In november 1981 stond ze als opvolgster op de PRL-lijst voor de wetgevende verkiezingen en na het overlijden van Jacques Mévis in oktober 1984 werd ze lid van de Kamer van volksvertegenwoordigers voor het arrondissement Bergen, en daardoor ook lid van de Waalse Gewestraad en de Raad van de Franse Gemeenschap. Ze bleef het parlementair mandaat vervullen tot in oktober 1985.
Ze werd in 1982 tevens verkozen tot gemeenteraadslid van Bergen en vervulde dit mandaat tot in 2000. Verwikkeld in de meningsverschillen binnen de liberale partij in Bergen, werd ze in 2000 niet meer op de lijst geplaatst en uit de PRL gezet.